# George Sheldon
George Sheldon (n. 17 mai 1874, Saint Louis, Missouri, SUA – d. 25 noiembrie 1907, Saint Louis, Missouri, SUA) a fost un săritor în apă ce a reprezentat Statele Unite ale Americii, medaliat olimpic. A participat la o ediție a Jocurilor Olimpice (1904) în care a câștigat o medalie de aur.

## Participări
Lista de mai jos prezintă principalele competiții la care a participat George Sheldon de-a lungul carierei.
- diving at the 1904 Summer Olympics – platform[*]